# Pierre Tallet
 (mai 2024).
Si vous disposez d'ouvrages ou d'articles de référence ou si vous connaissez des sites web de qualité traitant du thème abordé ici, merci de compléter l'article en donnant les références utiles à sa vérifiabilité et en les liant à la section « Notes et références ».
Pour les articles homonymes, voir Tallet.
Pierre Tallet est un égyptologue français né à Bordeaux le 8 juillet 1966.

## Biographie
Pierre Tallet, ancien élève de l'École normale supérieure (promotion 1987) et de l'université Paris-Sorbonne (Paris-IV), est agrégé d'histoire (1990), docteur en égyptologie (1998) et habilité à diriger des recherches (2007).
Il a participé à de nombreuses missions archéologiques en Égypte dans les oasis de Dakhla et Bahariya, au Sinaï, ainsi qu'à Karnak, Deir el-Médineh et dans la nécropole thébaine. Il fut également adjoint aux publications de l'Institut français d'archéologie orientale (IFAO) du Caire.
Il a co-dirigé la mission d'Ain Soukhna, dans le golfe de Suez, de 2001 à 2017; il dirige depuis 2006 une mission d'étude menée conjointement par l'IFAO et la Sorbonne au Sud-Sinaï et depuis 2011 la mission archéologique du ouadi el-Jarf, qui étudie un port de Khéops sur la côte de la mer Rouge.
En 2007-2008, il a enseigné à l'université libre de Bruxelles en tant que professeur invité pour les cours d'histoire, d'histoire de l'art et d'archéologie concernant l'Égypte antique.
Président de la Société française d'égyptologie de 2009 à 2017 et de 2019 à 2021.
Depuis 2016, il est titulaire de la chaire d'égyptologie de l'université Paris-Sorbonne. De 2019 à 2023 il a été directeur de l'UMR 8167 « Orient et Méditerranée » du CNRS.
Par décret du président de la République en date du 19 juillet 2023, Pierre Tallet, professeur d'égyptologie à Sorbonne Université-Lettres, est nommé directeur de l'Institut français d'archéologie orientale à compter du 1er septembre 2023.

## Publications
- 2003, L'Égypte : Tout ce qu'on sait et comment on le sait, avec Laurent Bavay, et Laetitia Gallet, éd. La Martinière,  (ISBN 978-2732427720) ;
- 2003, Les inscriptions d'Ayn Soukhna, avec Mahmoud Abd El-Raziq, Georges Castel, et Victor Ghica, éd. IFAO,  (ISBN 978-2724703221) ;
- 2003, La Cuisine des pharaons, éd. Actes Sud,  (ISBN 978-2742745203) ;
- 2005, Sésostris III et la fin de la XIIe dynastie, éd. Pygmalion,  (ISBN 978-2857048510) ;
- 2006, À la table des pharaons, goûts d'hier et recettes d'aujourd'hui, avec Jean Christiansen, éd. Margaux-Orange ;
- 2009, The Red Sea on Pharaonic Times, avec El-Sayed Mahfouz, éd. IFAO ;
- 2011, Ayn Soukhna II. Les ateliers métallurgiques du Moyen Empire, avec Mahmoud Abd el-Raziq, Georges Castel et Philippe Fluzin, éd. IFAO ;
- 2012, La zone minière du Sud-Sinaï I. Catalogue complémentaire des inscriptions du Sinaï, éd. IFAO ;
- 2013, 12 reines d’Égypte qui ont changé l'histoire, éd. Flammarion ;
- 2015, La zone minière du Sud-Sinaï II. Les inscriptions pré et protodynastiques du Ouadi 'Ameyra, éd. IFAO ;
- 2015, Entre Nil et mers. La navigation en Égypte ancienne, avec Bruno Argémi, Nehet 3 ;
- 2016, Ayn Soukhna III. Le complexe de galeries magasins, avec Mahmoud Abd el-Raziq et Georges Castel, éd. IFAO ;
- 2017, Du Sinaï au Soudan. Itinéraires d'une égyptologue (mélanges offerts à Dominique Valbelle), avec Nathalie Favry, Chloé Ragazzoli, Claire Somaglino, éd. de Boccard ;
- 2017, Les papyrus de la mer Rouge I, Le journal de Merer, papyrus Jarf A et B, éd. IFAO ;
- 2018, La zone minière pharaonique du Sud-Sinaï III. Les expéditions égyptiennes du prédynastique à la fin de la XXe dynastie, éd. IFAO ;
- 2019, L'Égypte pharaonique. Histoire, société, culture, éd. Armand Colin, avec Frédéric Payraudeau, Chloé Ragazzoli et Claire Somaglino) ;
- 2020, Ayn Soukhna IV. Le matériel des galeries-magasins, avec Georges Castel, éd. IFAO ;
- 2021,  Les Archives administratives de l'Ancien Empire égyptien, avec Philippe Collombert, éd. Peteers.
- 2021, Les papyrus de la mer Rouge II.  Le "Journal de Dedi" et autres fragments de journaux de bord (papyrus Jarf C,D,E, F, Aa), éd. IFAO
- 2021, Les papyrus de la mer Rouge. L'inspecteur Merer : un témoin oculaire de la construction de la pyramide de Chéops, avec Mark Lehner, éd. Errance /  Actes Sud; édition en anglais : The Red Sea Scrolls: How Ancient Papyri Reveal the Secrets of the Pyramids, Thames and Hudson.
- 2024, Ouadi el-Jarf I. Les installations du littoral, avec Grégory Marouard et Damien Laisney, éd. IFAO.
- 2024. Les papyrus de la mer Rouge III. Les documents comptables du "grand dépôt" (papyrus G-U), éd. IFAO.

## Prix et distinctions
- Prix Louis de Clercq de l'Académie des inscriptions et belles-lettres - 2004.
- Prix Max Serres de l'Académie des inscriptions et belles-lettres - 2009.
- Prix Gaston Maspero de l'Académie des inscriptions et belles-lettres - 2012.
- Prix du forum mondial d'archéologie de Shanghai (Field Discovery Award) -  Shanghai Archaeology Forum (SAF) - 2015.
- Grand prix Del Duca pour l'archéologie - Institut de France - 2016.
- Prix "La Recherche" - mention archéologie - 2019.
- Prix Marie-Françoise et Jean Leclant de l'Académie des inscriptions et belles-lettres - 2019.
- Membre senior de l'Institut universitaire de France (depuis 2020)
- Élu correspondant français de l'Académie des inscriptions et belles-lettres - mars 2021